# Сорокин, Андрей Александрович (регбист)
Андрей Александрович Сорокин (род. 24 октября 1971 года, Ленинград) — российский регбист, начал свою спортивную карьеру в команде «Ижорец» (г. Колпино, Санкт-Петербург). Профессиональную карьеру провёл в команде «ВВА-Подмосковье» (Монино). Старший тренер команды «ВВА-Подмосковье». Мастер спорта России международного класса. Заслуженный тренер России.

## Биография
Родился в Ленинграде. С 18 лет был призван в команду "ВВА им. Ю. А. Гагарина. В 2003 году окончил Московскую государственную академию физической культуры по специальности преподаватель по физической культуре и спорту.

### Клубная карьера
В составе команды ВВА-Подмосковье с 1989 года. Играл в третьей линии на позиции фланкера (номер 7). Многократный чемпион и обладатель Кубка России по регби. Двукратный обладатель Кубка России по регби-7. В 1996 году в составе сборной России по регби стал чемпионом Европы, а в 2001 году в составе сборной по «семёрке» занял 9 место на Кубке мира по регби-7.
В 2013 году назначен тренером команды ВВА-Подмосковье. Вместе с ним команда стала четырёхкратным чемпионом России по регби-7, а в 2017 году — обладателем Кубка России по регби-7. В 2019 году под руководством Андрея Сорокина клуб выиграл Кубок Европейских Чемпионов по регби 7. В сезоне 2020/21 «ВВА-Подмосковье» стали чемпионами России по регби 7. В 2020 и 2021 году под руководством Андрея Сорокина клуб «ВВА-Подмосковье» стал обладателем Кубка России по регби 7. В 2022 году команда по регби 7 под руководством Андрея Сорокина стала серебряным призёром Чемпионата России по регби 7.

### Карьера в сборной
С 2012 года — старший тренер сборной России по регби-7. За это время команда стала бронзовым призёром Чемпионата Европы по регби-7 (2012 год) и победителем Универсиады 2013 года. В январе 2015 года назначен главным тренером сборной. Весной на отборочном турнире в Гонконге национальная сборная отобралась на Мировую серию, где играла три сезона. За время его руководства командой национальная сборная России в сезоне 2016/2017 стала Чемпионом Европы, а в 2018 году — бронзовым призёром Чемпионата Европы. Также сборная России отобралась на Кубок Мира, где заняла 14 место.

### Личная жизнь
Женат, воспитывает дочь Таисию.